# King Instruments
King Instruments ist eine Marke des Konzerns Conn-Selmer, Inc., die auf den früheren amerikanischen Hersteller von Blechblasinstrumenten dieses Namens zurückgeht. Insbesondere die Posaunen von King zählten über weite Teile des 20. Jahrhunderts neben den Instrumenten der Hauptkonkurrenten C. G. Conn und Bach zu den weltweit innovativsten und beliebtesten in Serie gefertigten Posaunen amerikanischer Bauweise.

## Geschichte
King Instruments wurde als H. N. White Company vom Metallblasinstrumentenmacher Henderson N. White gegründet, der gegen Ende des 19. Jahrhunderts in Cleveland einen Reparaturbetrieb für Blechblasinstrumente führte. Auf Betreiben des befreundeten Soloposaunisten des Clevelander Lyceum Theatre Orchestra, Thomas King, entwickelten dieser und Henderson 1893 gemeinsam eine Posaune mit gegenüber damaligen Instrumenten wesentlich leichter laufendem Zug und verbessertem Klang. Die „King“-Posaune wurde schnell zur beliebtesten Posaune der gesamten USA, so dass White seine Produktpalette zunächst um ein Kornett erweiterte und bald darauf begann, auch Trompeten, Waldhörner, Baritone und Euphonien mit doppeltem Schalltrichter herzustellen.
In der Folge erforschte White methodisch, welche Parameter den Klang und die Intonation verschiedener Blechblasinstrumente beeinflussen. Zu diesem Zweck sponserte er unter anderem eine 12-köpfige Werkskapelle. Als erster Hersteller brachte White Blechblasinstrumente mit einem Schalltrichter aus Sterlingsilber auf den Markt (Silver Sonic).
Nach Whites Tod übernahm seine Witwe Edna White 1940 die Geschäftsführung. 1964 begann der Bau eines neuen Werks in Eastlake (Ohio). Im folgenden Jahr verkaufte Edna White das Unternehmen an eine Investorengruppe und ging in den Ruhestand. 
1966 fusionierte das bis dahin als H. N. White Company bekannte Unternehmen mit J. P. Seeburg, einem großen Hersteller aus der Unterhaltungselektronik, und wurde in King Musical Instruments umbenannt. 
1985 erfolgte die Übernahme durch den Konkurrenten C. G. Conn. Dieser ging seinerseits 2002 in der Gruppe Conn-Selmer, Inc. auf.